# فرد ميلر (لاعب كرة قدم أمريكية)
فرد ميلر (بالإنجليزية: Fred Miller)‏ هو لاعب كرة قدم أمريكية أمريكي، ولد في 6 فبراير 1973 في هيوستن في الولايات المتحدة.

## وصلات خارجية
- فرد ميلر على موقع مرجع كرة القدم المحترفة.كوم (الإنجليزية)